# 西里尔·阿比特波尔
西里尔·阿比特波尔（法語：Cyril Abiteboul，1977年10月14日—）是一名法国的赛车运动工程师和管理人員。他在2001年開始加入雷诺，並且在公司總部擔任過不同職位。在2021年离开雷诺之前，他曾担任雷诺旗下阿尔派的管理總監。

## 教育
西里尔·阿比特波尔先后在卡尔诺高中和夏普达尔高中就读，並畢業於格勒诺布尔国立高等电化学与电冶金学学校。

## 职业生涯
西里尔·阿比特波尔在2001年任職於雷诺的法國總部。後來他在2007年成为雷诺车队的商务开发總監，負責處理商业事务以及寻找新的合作伙伴和赞助商。在2010年，他成为雷诺的执行总监。
2012年底，卡特汉姆车队宣布阿比特波尔成為車隊領隊。2014年7月，阿比特波尔重新加入雷诺車隊担任管理總監。
2016年，雷诺重返一级方程式赛事中，阿比特波尔开始担任雷诺车队的领队。2020年，雷诺宣布集团改组，旗下运动赛车品牌阿尔派将由阿比特波尔负责，同时宣布征战一级方程式的雷诺车队将在2021年更名为阿尔派车队，阿比特波尔将不再继续担任车队职务，其车队领队职务将由原雷诺车队执行总监Marcin Budkowski接替。2021年1月11日，阿比特波尔宣布离开雷诺，他在阿尔派的位置由Laurent Rossi接替。
2021年5月，法国精密工程制造商Mecachrome宣布聘请阿比特波尔担任公司的顾问，Mecachrome从1983年起就与雷诺运动合作为其制造一级方程式引擎。
2022年12月，有报道称阿比特波尔将加入现代汽车，担任其运动部门负责人。

## 轶事
2020年10月11日，雷諾車手丹尼尔·里卡多在2020年艾费尔大奖赛上取得第三名的成績，替雷諾達成2016年以來的首次頒獎台，之前西里尔與丹尼爾的打賭成真，丹尼爾打賭如果2020年賽季成功在雷諾車隊登上頒獎台，西里尔就要刺青，西里尔能夠選擇刺青的大小及其位置，而丹尼尔則在設計中擁有唯一的發言權。而这将是西里尔的第一个刺青。
2021年11月29日，一年後在丹尼尔·里卡多見證下，西里尔兌現承諾刺青了。